# موید اللافی
موید اللافی (انگلیسی: Muaid Ellafi؛ زادهٔ ۷ مارس ۱۹۹۶) بازیکن فوتبال اهل لیبی است.
وی همچنین در تیم ملی فوتبال لیبی بازی کرده‌است.